# Гашім аль-Атасі

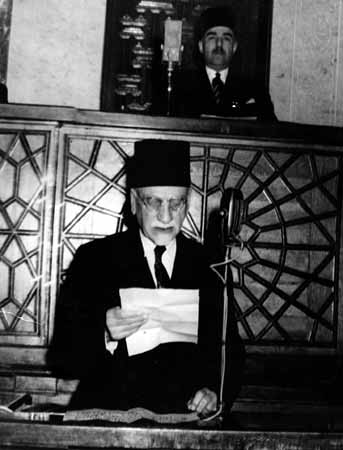
Аль-Атасі складає присягу як прем'єр-міністра перед парламентом Сирії, 1949 рік

Хашим Бей Халід аль-Ата́сі (11 січня 1875, Хомс — 5 грудня 1960, Хомс) — сирійський державний діяч, президент Сирії (1936—1939, 1949—1951 і 1954—1955).

## Історія та рання кар'єра
Народився в Хомсі в 1875 році великій землевласницькій та політично активній родині Атассі. Він вивчав державне управління в Стамбульський університет в Стамбулі, який закінчив у 1893 році. Він розпочав свою політичну кар'єру в 1888 році в Османському вілаєті Бейрут, і протягом багатьох років, аж до 1918 року, служив губернатором Хомса, Хама, Баальбек, Анатолія і Яффо, які включали на той час невелике передмістя Тель-Авіва. У 1919 році, після поразки Османської Туреччини під час Першої світової війни, він був обраний головою Сирійського національного конгресу, еквівалента сучасного парламенту. 8 березня 1920 року цей орган проголосив незалежність як конституційну монархію під Король Фейсал I. Протягом цього недовгого періоду він став прем'єр-міністром, оскільки французька окупація незабаром послідував за умовами Угоди Сайкса-Піко та мандату Ліги Націй (Також дивіться: Конференція в Сан-Ремо). Під час свого перебування на посаді Атассі призначив ветерана-борця за незалежність і державного діяча Абд аль-Рахмана Шахбандара, одного з лідерів Сирійського націоналістичного руху проти Османської імперії під час Першої світової війни, як міністр закордонних справ. Він доручив Шахбандару сформулювати альянси між Сирією та Європою, у марній спробі перешкодити виконанню Французького мандату. Франція швидко скасувала незалежність Сирії. Верховний комісар Франції Анрі Гуро висунув Фейсалу ультиматум, вимагаючи здачі Алеппо французькій армії, розформування сирійської армії, адаптації французького франка до Сирії та розпуск уряду Атасі. Зусилля Шахбандара досягти компромісу з Гуро виявилися марними, і кабінет Атассі було розпущено 24 липня 1920 року, коли французи розгромили сирійську армію в битві при Майсалуні і наклали свій мандат на Сирію.[джерело?]

## Французький мандат

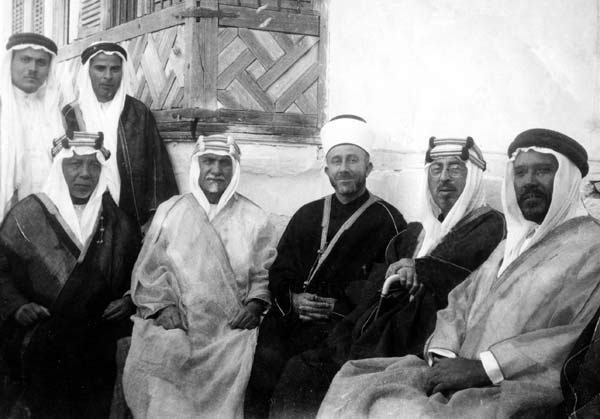
Аль-Атассі (друга людина сидить зліва) під час візиту до Саудівської Аравії на початку 1930-х років у бедуїнському костюмі. Ліворуч від нього Мохаммад Амін аль-Хусайні, Великий муфтій Єрусалиму та емір Шакіб Арслан, арабський націоналіст філософ з Лівану

Після розпуску Королівства французами Атассі зустрівся з групою видатних осіб у жовтні 1927 року та заснував Національний блок, який мав очолити сирійський націоналістичний рух у Сирії протягом наступних двадцяти років. Блок був політичним коаліційним рухом, який прагнув повної незалежності Сирії шляхом дипломатичного, а не насильницького опору. Його засновниками була група землевласників, юристів, державних службовців і професіоналів, які отримали освіту в Османській імперії, з Дамаск, Алеппо, Хомс, Хама та Латакія. Атассі був обраний постійним президентом Національного блоку. У 1928 році його також обрали президентом Установчих зборів, і йому було доручено розробити першу республіканську конституцію Сирії. Асамблея була розпущена французьким верховним комісаром у травні 1930 року через її дотримання прокламації 1920 року, і Атассі було ув'язнено французами на кілька місяців на острові Арвад. Після звільнення він повторно висунув себе на пост президента, але програв перший тур виборів і вибув з другого, підтримавши незалежного Мохаммеда Алі аль-Абіда, який став президентом влітку 1932 року. У 1928 і 1932 роках він став депутатом від Хомса в парламенті.

### Перший Президент Республіки
Спочатку Атассі підтримував уряд Абіда, але розчарувався в новому президенті, коли Абід призначив двох французьких маріонеток, Хаккі аль-Азма прем'єр-міністром і Субхі Баракат спікером парламенту. У 1934 році Абід уклав угоду з Францією, яка обіцяла поступову незалежність від мандата, але зберігала Сирійські гори під контролем Франції. Атассі різко розкритикував договір, стверджуючи, що незалежність не є дійсною, якщо вона не охоплює всю територію Сирії. Він закликав до 60-денного страйку на знак протесту проти запропонованого Абідом договору. Блок мобілізував масову вуличну підтримку заклику Атассі, і більшість магазинів і підприємств закрилися, а заворушення вирували щодня, руйнуючи економіку та ставлячи Абіда в незручне становище перед міжнародною спільнотою.
Зазнавши поразки, уряд Франції погодився визнати лідерів національного блоку єдиними представниками сирійського народу та запросив Хашима аль-Атассі на дипломатичні переговори до Парижа. 22 березня 1936 року він очолив високопоставлену делегацію Блоку до Франції, і за 6 місяців йому вдалося сформулювати франко-сирійський договір про незалежність. Угода Атасі гарантувала емансипацію протягом 25 років із повним включенням раніше автономних територій до Великої Сирії.
У свою чергу Сирія зобов'язалася підтримувати Францію під час війни, запропонувала використовувати свій повітряний простір і право Франції утримувати військові бази на території Сирії. Були укладені інші політичні, культурні та економічні зв'язки, і 27 вересня 1936 року Атассі з тріумфом повернувся до Сирії. В листопаді 1936 року, прославлений як національний герой, більшістю голосів він був обраний президентом республіки, першим главою держави. сучасна держава Сирія.

### Друга світова війна

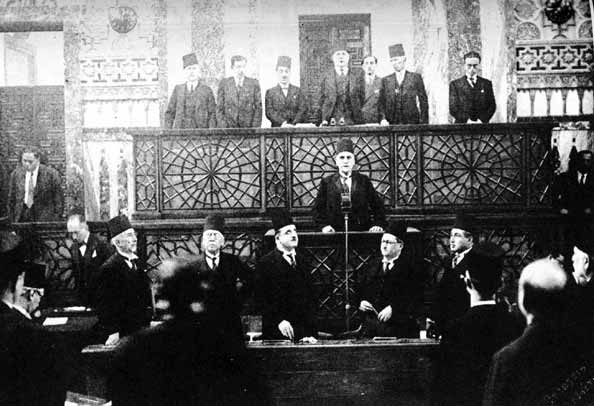
Президентська інавгурація Хашима аль-Атассі, який виголошує свою промову в парламенті 31 грудня 1936 року

Однак наприкінці 1938 року стало зрозуміло, що французький уряд не має наміру ратифікувати договір, частково через побоювання, що, якщо він відмовиться від своїх колоній на Близькому Сході, він буде обіграний у війні з нацистською Німеччиною, що назрівала в Європі. Атассі подав у відставку 7 липня 1939 року, оскільки французи продовжували зволікати щодо повної незалежності Сирії та виведення французьких військ, а громадське невдоволення затримкою викинулося на вулиці. Абд аль-Рахман Шахбандар повернувся до Сирії в цей час і агітував проти Атассі та Національного блоку за те, що вони не змогли забезпечити ратифікацію Францією.
На відставку Атассі також вплинуло рішення Франції передати Туреччині сирійську провінцію Александретта (нині Іскендерун у провінції Хатай), що розлютило сирійських націоналістів. Екс-президент пішов на пенсію в рідний Хомс і провів один рік в ізоляції, відмовляючись брати участь у політичній діяльності. Після його відставки послідували кілька років нестабільності та французького військового панування. У 1940-х роках домінували політика та махінації Другої світової війни та її наслідків. Сирія була окупована британцями та Вільними французькими силами генерала Шарля де Голля, які не залишили її до 1946 року.
Намагаючись заспокоїти сирійців, де Голль пообіцяв незалежність і відвідав Сирію, щоб заручитися підтримкою Франції. Він відвідав Хашима аль-Атассі в Хомсі та запросив його знову зайняти посаду президента, запевнивши лідера-ветерана, що Франція хоче перегорнути нову сторінку у своїх відносинах із Сирією. Однак Атассі відмовився, стверджуючи, що його останній досвід показав, що Франції не можна довіряти її обіцянкам незалежності. У 1943 році Атассі замість того, щоб повторно висунути свою кандидатуру, схвалив обрання Шукрі аль-Куватлі, відомого лідера Дамаска, який став відомим під патронатом Атассі, президентом Республіки.
Атасі не брав активної участі в останній боротьбі за незалежність, але підтримував уряд Куватлі, який проіснував з 1943 по 1949 рік. У 1947 році, коли Сирія зіткнулася з тривалою кризою уряду, президент Куватлі закликав свого старого наставника сформувати уряд національної єдності. . Проте через напружену політичну атмосферу та посилення настроїв проти Куватлі в політичних колах Атассі не зміг втрутитися, щоб врятувати адміністрацію. Він також сперечався з президентом Куватлі щодо президентських повноважень і обумовив, що їх потрібно буде обмежити, якщо він стане прем'єр-міністром, але Куватлі відмовився.
У березні 1949 року уряд Куватлі було повалено в результаті державного перевороту начальником штабу Хусні аль-Заїм, який очолював військовий кабінет протягом чотирьох місяців, перш ніж він сам був повалений у серпні 1949 року. Після цього провідні політики закликали старіючого Атасі створити тимчасовий уряд, який би контролював національні вибори та відновлення цивільного правління. Він підкорився і сформував кабінет, до складу якого увійшли представники всіх партій, у тому числі ліва Партія Баас Мішеля Афлака, якого він призначив міністром сільського господарства. Він звільнив Муніра аль-Аджлані, якого ув'язнив Хусні аль-Заїм, і проголосував за нього до Конституційної асамблеї. Під егідою Атассі було прийнято новий виборчий закон, і жінки вперше голосували на виборах 15 і 16 листопада 1949 року. Атассі обіймав посаду прем'єр-міністра з серпня по грудень 1949 року, після чого парламентська більшість висунула його на другий президентський термін.

## Другий президентський термін

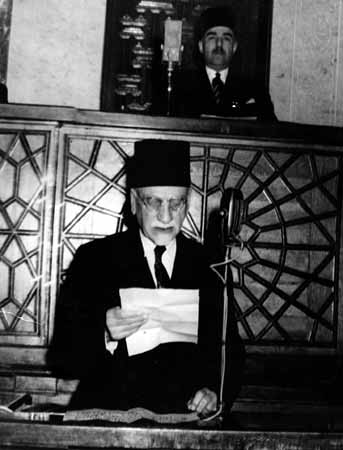
Друга інавгураційна промова Хашіма аль-Атассі, якого було обрано одноголосним голосуванням у парламенті в грудні 1949 року, щоб замінити диктатуру генерала Хусні аль-Заїма.

Другий термін правління Атассі був ще більш бурхливим, ніж перший. Він вступив у конфлікт з політиками Дамаска за підтримку інтересів знаті Алеппо та їх бажання об'єднатися з Іраком. Він підтримав Народну партію Алеппо та призначив її лідера Назіма аль-Кудсі прем'єр-міністром. Партія була рішуче проіракською та прагнула союзу з Багдадом. Однією з найбільш пам'ятних дій адміністрації Атасі було закриття кордону Сирії з Ліваном, щоб запобігти нестримному припливу ліванських товарів до Сирії. З 1949 по 1951 рік він вів серйозні переговори з іракським урядом щодо союзного питання.
Атассі прийняв високопоставлених лідерів Іраку в Дамаску, включаючи спадкоємного принца Абд аль-Іллаха та Фейсала II Іраку, для технічних обговорень щодо союзу. Це розлютило сирійського військового лідера Адіба Шишаклі, який стверджував, що Хашимітська родина Багдада не повинна мати юрисдикції над Дамаском. Шишаклі вимагав змінити курс, але Атасі залишився непохитним і відмовився підкоритися військовому тиску. У відповідь Шишаклі заарештував начальника штабу Атасі Самі аль-Хіннаві, симпатика Народної партії, і кількох проіракських офіцерів сирійської армії. Потім він зажадав, щоб одного зі своїх правих рук, полковника Фавзі Селу, призначили міністром оборони, щоб забезпечити контроль над іракським впливом у Сирії.
Побоюючись лобової сутички з військовими, Атассі неохоче прийняв вимоги. Однак у грудні 1951 року президент Атассі попросив Мааруфа аль-Давалібі, ще одного члена Народної партії, сформувати кабінет. Давалібі погодився на цю роботу, але відмовився віддати портфель захисту Фаузі Селу. В результаті Шишаклі здійснив черговий переворот, заарештувавши прем'єр-міністра і всіх членів Народної партії. Усі міністри та прохашимітські державні діячі також були викрадені, а парламент розпущено. На знак протесту президент Атассі подав розпущеному парламенту заяву про відставку, відмовившись подати її Шишаклі 24 грудня 1951 року.

### Опозиція військовому правлінню
У роки Шишаклі (1951—1954) Атассі очолював опозицію, стверджуючи, що уряд Шишаклі був неконституційним. Він заручився підтримкою незадоволених офіцерів, прохашимітських політиків і членів усіх заборонених політичних партій і закликав до національного повстання. У лютому 1954 року Шишаклі у відповідь заарештував свого сина Аднана і посадив ветерана державного діяча під домашній арешт. Такий авторитет мав Атасі як старшого державного діяча в Сирії, що Шишаклі не наважувався піддати його приниженню гідності прямого ув'язнення.
Офіцери повстали, політичні лідери мобілізувалися проти уряду, і в Арабських горах спалахнуло збройне повстання. 24 лютого 1954 року уряд Адіба аль-Шішаклі було остаточно повалено. Через чотири дні, 28 лютого, Атассі повернувся до Дамаска зі свого дому в Хомсі та знову приступив до своїх обов'язків президента. Він призначив Сабрі аль-Ассалі прем'єр-міністром і повернув на посади всіх послів, міністрів і парламентарів, які діяли до Шишаклі. Він намагався знищити всі сліди чотирирічної диктатури Шишаклі.

## Останні роки
До кінця свого терміну 80-річний президент намагався приборкати вплив військових офіцерів і невпинно працював проти лівої течії, яка назрівала в Сирії, яка характеризувалася соціалістичною ідеологією, симпатіями до Радянський Союз, а також сліпа прихильність до політики соціалістичного лідера Єгипту Гамаля Абдель Насера, якого підтримували члени власного могутнього клану президента, такі як Джамаль аль-Атассі та Нуреддін аль-Атассі. Атассі кинув виклик президенту Насеру і марно працював, щоб утримати Сирію від його соціалістичної орбіти.
На відміну від більшості арабських лідерів, Атассі вважав, що Насер був занадто молодим, недосвідченим і ідейним, щоб керувати арабським світом. Президент Сирії розправився з насерівськими елементами та зіткнувся зі своїм власним пронасерівським прем'єр-міністром Сабрі аль-Асалі, звинувативши його в бажанні перетворити Сирію на єгипетський сателіт. У 1955 році у президента виникла спокуса прийняти Багдадський пакт, англо-американську угоду, спрямовану на стримування комунізму в регіоні, але насерівські елементи в сирійській армії завадили йому це зробити. Він об'єднався на підтримку Хашимітського Іраку, чиї лідери змагалися з Насером за панарабське лідерство, і був союзником іракського прем'єр-міністра Нурі ас-Саїда. Потім Атассі розпустив кабінет Ассалі та призначив Саїда аль-Газзі, а потім Фаріс аль-Хурі, поміркованого державного діяча, прем'єр-міністром. Атассі відправив Хурі до Єгипту, щоб представити сирійські заперечення проти єгипетської гегемонії в арабських справах.

## Спадщина

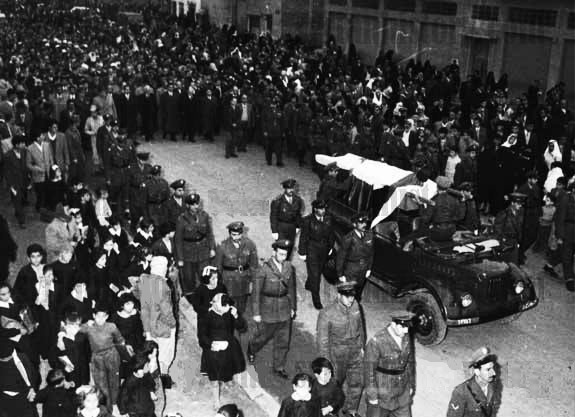
Похоронна процесія Атассі в Дамаску, 6 грудня 1960 р.

Президент Хашим аль-Атасі відійшов від політичного життя у вересні 1955 року, будучи літнім і немічним. У 1956 році його син Аднан нібито був причетний до пов'язаної з Іраком змови, яка намагалася повалити пронасерівський уряд Куватлі. Аднан вважав, що це краще для Сирії, і зробив це з любові до своєї країни. Аднан був притягнутий до суду і засуджений до смертної кари за звинуваченням у державній зраді. З поваги до батька, однак, його вирок було замінено на ув'язнення в політичній в'язниці серед інших відомих політиків. Аднан перебував у в'язниці з 1957 по 1960 рік, коли його звільнили.
Вважалося, що офіцери, які керували військовим трибуналом, були особливо жорстокими з сином з помсти за батька за спробу приборкати військову владу під час його другого та третього термінів (1949—1951 та 1954—1955). Колишній президент, однак, відмовився відвідати свого сина у в'язниці на знак образи проти мілітаризації Сирії.
Помер у Хомсі 6 грудня 1960 року, коли Сирія входила до складу Об'єднаної Арабської Республіки. Йому влаштували державні похорони, які були найбільшими в історії міста, на яких були присутні високопоставлені члени уряду Об'єднаної Арабської Республіки президента Насера.
Двоє віддалених членів його родини, 
Серед плутанини та насильства, які часто становили фон сирійської республіканської історії, Хашим виділявся як людина здорових принципів, присвячена конституційним методам правління. Його поважають усі гравці сирійської політики, і він є одним із небагатьох політиків до ери Баасу, якого не критикували баасисти, коли вони прийшли до влади в 1963 році. Біографія Атассі була опублікована в Сирії в 2005 році його онуком. Повсякденних спогадів він не залишив.